# Corregimiento de Puchacay
La provincia de Puchacay o corregimiento de Puchacay, fue una división territorial del Imperio español dentro de la Capitanía General de Chile. 
Fue creada debido a la fundación de la villa de San Juan Bautista (1757), ubicado a orillas del río Biobío. Estaba a cargo de un corregidor. En 1786, se convierte en partido de Puchacay.